# 天皇小論
天皇小論，是日本文學家坂口安吾在1946年(昭和21年)發表的隨筆，探討天皇制的存廢及弊端。

## 概要
坂口安吾認為日本人自古以來將天皇作為順理成章的「大義名分」來利用。如同昭和天皇宣布日本二戰投降時，大家都表示是天皇要所有人放下刀槍，事實上每個人早已恨不得馬上終戰了，全國官民都只是以天皇聖意當作投降的藉口。
若要根除這種封建式虛偽，必須將天皇去神格化，讓天皇以人類之姿進行科學方法檢驗，假設人們依然需要天皇的在存在，屆時再延續天皇制即可。
雖要將天皇去神格化，卻不代表有必要將神從人的生活中抽離，但天皇的身分是否需牽扯到神還有待商榷。